# Кемменау
Кемменау (нім. Kemmenau) — громада в Німеччині, розташована в землі Рейнланд-Пфальц. Входить до складу району Рейн-Лан. Складова частина об'єднання громад Бад-Емс.
Площа — 3,76 км2. Населення становить 501 ос. (станом на 31 грудня 2020).